# كوربن هارني
كوربن هارني (بالإنجليزية: Corbin Harney)‏ هو عالم بيئة أمريكي، ولد في 24 مارس 1920 في Bruneau, Idaho ‏ في الولايات المتحدة، وتوفي في 10 يوليو 2007 في بيتالوما في الولايات المتحدة بسبب سرطان البروستاتا.